# Troglochernes omorgus
Troglochernes omorgus är en spindeldjursart som beskrevs av Harvey och Volschenk 2007. Troglochernes omorgus ingår i släktet Troglochernes och familjen blindklokrypare. Inga underarter finns listade i Catalogue of Life.